# Юркунабад-е-Алія
Юркунабад-е-Алія (перс. یورقون‌آباد علیا) — село в Ірані, входить до складу дехестану Баш-Калах у Центральному бахші шахрестану Урмія провінції Західний Азербайджан.